# Leucophenga boninensis
Leucophenga boninensis är en tvåvingeart som beskrevs av Wheeler och Hajimu Takada 1964. Leucophenga boninensis ingår i släktet Leucophenga och familjen daggflugor. Inga underarter finns listade i Catalogue of Life.